# Partido de la Unión Constitucional

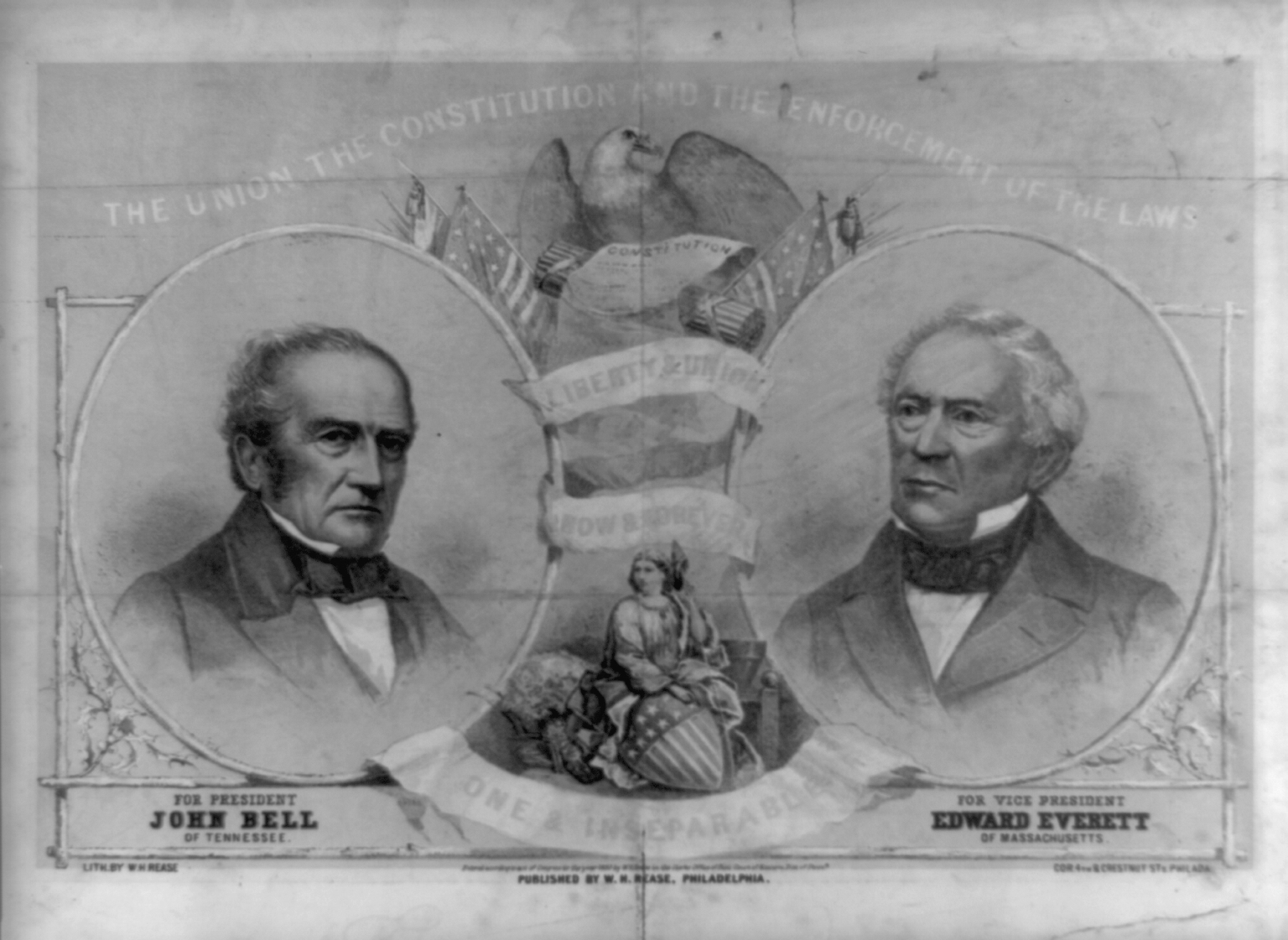
Imagen de los candidatos John Bell y Edward Everett

El Partido de la Unión Constitucional (en inglés Constitutional Union Party), también conocido como Partido Bell-Everett en California, fue un partido político estadounidense fundado en 1860. Se formó a través de antiguos Whigs conservadores que buscaban evitar la desunión por el tema de la esclavitud. Esos antiguos Whigs se unieron con parte del movimiento Know Nothing para formar el Partido de la Unión Constitucional. Su nombre proviene de una declaración muy sencilla: "no reconocer más principios políticos que la Constitución... la Unión... y la aplicación de las leyes". Al no tomar ninguna postura en referencia a la esclavitud, esperaban pasar por alto ese conflicto.
Los conservadores que no estaban dispuestos a unirse a demócratas o republicanos formaron una convención, buscada por el senador de Kentucky John J. Crittenden, en Baltimore el 9 de mayo de 1860, una semana antes que la convención republicana.

## Elecciones de 1860
La convención nombró a John C. Bell de Tennessee como candidato presidencial y a Edward Everett de Massachusetts como vicepresidente para las elecciones de 1860. En esas elecciones los unionistas constitucionales recibieron la gran mayoría de los votos de los antiguos Whigs sureños. A pesar de que el partido no consiguió más del 50% de los votos en ningún estado, logró votos electorales en tres estados: Virginia, Kentucky y Tennessee, en gran medida por la división del voto demócrata entre Stephen A. Douglas en el norte y John C. Breckinridge en el sur. Massachusetts, el estado de Everett, y California fueron los únicos estados sin esclavitud donde el partido logró más del 5% de los votos. En total consiguieron 590.901 votos, el 12,6% y 39 votos electorales, por detrás de los 72 de Breckinridge y los 180 del vencedor Abraham Lincoln. Pese a tener menos de la mitad de votos populares que Douglas, le superaron ampliamente en votos de electores al solo conseguir 12 el demócrata norteño.

## Después de 1860
El partido y su propósito desaparecieron después de la secesión de los estados sureños. Bell, y otros muchos unionistas constitucionales apoyaron a la Confederación durante la guerra civil, pero los partidarios del partido del norte de las Carolinas tendieron a permanecer fieles a la Unión de Lincoln. Por ejemplo influyeron en la Convención de Wheeling, que llevó a la creación del estado leal a la Unión de Virginia Occidental, así como en la declaración de la legislatura estatal de Kentucky a favor de la Unión. En Misuri, muchos miembros del partido se unieron al nuevo Partido de la Unión Incondicional de Francis P. Blair, y fueron activos intentando acabar con el gobierno confederal de Claiborne Jackson en ese estado.